# Maralal
Maralal este un oraș comercial din Kenya.]